# Mariusz Dmochowski
Mariusz Dmochowski est un acteur de théâtre, de cinéma et de télévision polonais, né le 9 octobre 1930 à Piotrków Trybunalski et mort le 7 août 1992 à Popowo-Parcele.

## Filmographie partielle
au cinéma
- 1957 : Eroica d'Andrzej Munk
- 1960 : De la veine à revendre d'Andrzej Munk
- 1968 : La Poupée de Wojciech Has
- 1975 : Bilan trimestriel (Bilans kwartalny) de Krzysztof Zanussi
- 1976 : La Cicatrice
- 1980 : Polonia Restituta
- 1981 : Des endroits sensibles de Piotr Andrejew
- 1981 : La Guerre des mondes (Wojna swiatów - nastepne stulecie) de Piotr Szulkin